# 温泉神社 (別府市青山町)
温泉神社（おんせんじんじゃ）は、かつて大分県別府市青山町にあった神社。別府八湯の一つの別府温泉の鎮守神である。第二次世界大戦後、八幡朝見神社に合祀され、温泉神社の祭祀は八幡朝見神社で継続されている。
別府市鉄輪にある温泉神社（鉄輪温泉の鎮守神）とは、直接の関係はない。

## 歴史
別府市朝見にあった長谷神社（祭神 大歳神・豊作の神）と愛宕神社（祭神 迦具土命・火の神）が1919年（大正8年）12月21日に許可を得て合併奉祀し、大穴牟遅命（薬の神）、少彦名命（水の神）を合祀して温泉神社と称したのに始まる。
1907年（明治40年）に皇太子時代の大正天皇が行啓した際に建てられた御座所を社殿とし、青山町の旧別府公園内（現在の別府市営公園テニスコート・青山幼稚園付近）で創建された。
第二次世界大戦後、神道指令により公有地の公園内にあった温泉神社は存続できなくなり、神体と神輿は八幡朝見神社に合祀された。以降、別府八湯温泉まつりの開会奉告祭と温泉神社神輿の御幸祭は八幡朝見神社で斎行されている。温泉神社神輿は1919年（大正8年）に造られたもので80数年の風雪による老朽化が進んだため、修理修復され、2007年（平成19年）3月24日に完成奉告祭が八幡朝見神社で行われた。
また、合祀後に解体された社殿は、1945年（昭和20年）7月の大分空襲で社殿を焼失した大分市勢家町の春日神社に移築され、本殿として使用された。1967年（昭和42年）に春日神社の本殿が新築された後は、神輿を納める蔵として使用されている。